# Rimski akvadukt
Iako su prvi akvedukti građeni u ranijim povijesnim razdobljima, obično se vezuju uz Antički Rim te smatraju najprepoznatljivijim simbolom rimske civilizacije i tehnologije. Izgradnja akvedukta je započela u svrhu opskrbe vodom grada Rima te trajala 500 godina, tijekom kojih je sagrađeno 11 akvedukata. Oni su omogućili da Rim s vremenom postane jednim od najvećih gradova antičkog svijeta, s preko milijun stanovnika. Akveduktima je primarna svrha bila dovesti što je moguće veće količine pitke vode u grad koja se potom koristila u fontanama i javnim kupaonicama prije nego što bi se kao otpadna voda slila u kanalizaciju. Osim u samom Rimu, akvedkuti su se gradili i u provincijama omogućivši njihovu urbanizaciju. Današnji arheolozi često mogu procijeniti važnost i broj stanovnika nekog drevnog rimskog grada na temelju veličine akvedukta.
Nestanak sustava akvedukata, bilo zbog barbarskog razaranja, bilo zbog dugog neodržavanja, se smatra jednim od čimbenika koji je doveo do propasti rimske civilizacije, a što se u slučaju samog Rima očitovalo padom broja stanovnika na svega 30.000 do početka srednjeg vijeka. Neki od akvedukata, pogotovo oni manji, su ostali očuvani te služili i kasnijim generacijama, a neki služe i danas.

## Vanjske poveznice
- Sextus Julius Frontinus, De Aquaeductu Urbis Romae (On the water management of the city of Rome), translated by R. H. Rodgers. University of Vermont, 2003.
- Waters of the City of Rome - sophisticated maps and images, iath.virginia.edu
- Imperial Rome Water Systems, waterhistory.org
- Roman Aqueducts Today, dl.ket.org
- Lacus Curtius - entry on Roman waterworks, uchicago.edu
- 600 Roman aqueducts - with 25 descriptions in detail, romanaqueducts.info
- (tal.) Map of Roman aqueducts, archeoroma.com
- Roman Aqueduct Manual - NOVA outline, pbs.org
- Hydraulics of Roman Aqueducts - "Myths, Fables, Realities. A Hydraulician's perspective", uq.edu.au
- Hubert Chanson - A dozen freely available published research articles on Roman aqueduct hydraulics and culvert design, and related topics by Professor Hubert Chanson, Department of Civil Engineering, University of Queensland.
- ItalianAware  Arhivirana inačica izvorne stranice od 3. travnja 2012. (Wayback Machine)- Provides a convenient outline of Roman aqueducts, along with pictures and dates, italianaware.com
- John Hooper, Secrets of Roman aqueduct lie in chapel, guardian.co.uk, 24 January 2010 - likely source of Trajan's Aqua Trianna found at Lake Bracciano